# Géographie de l'Océanie

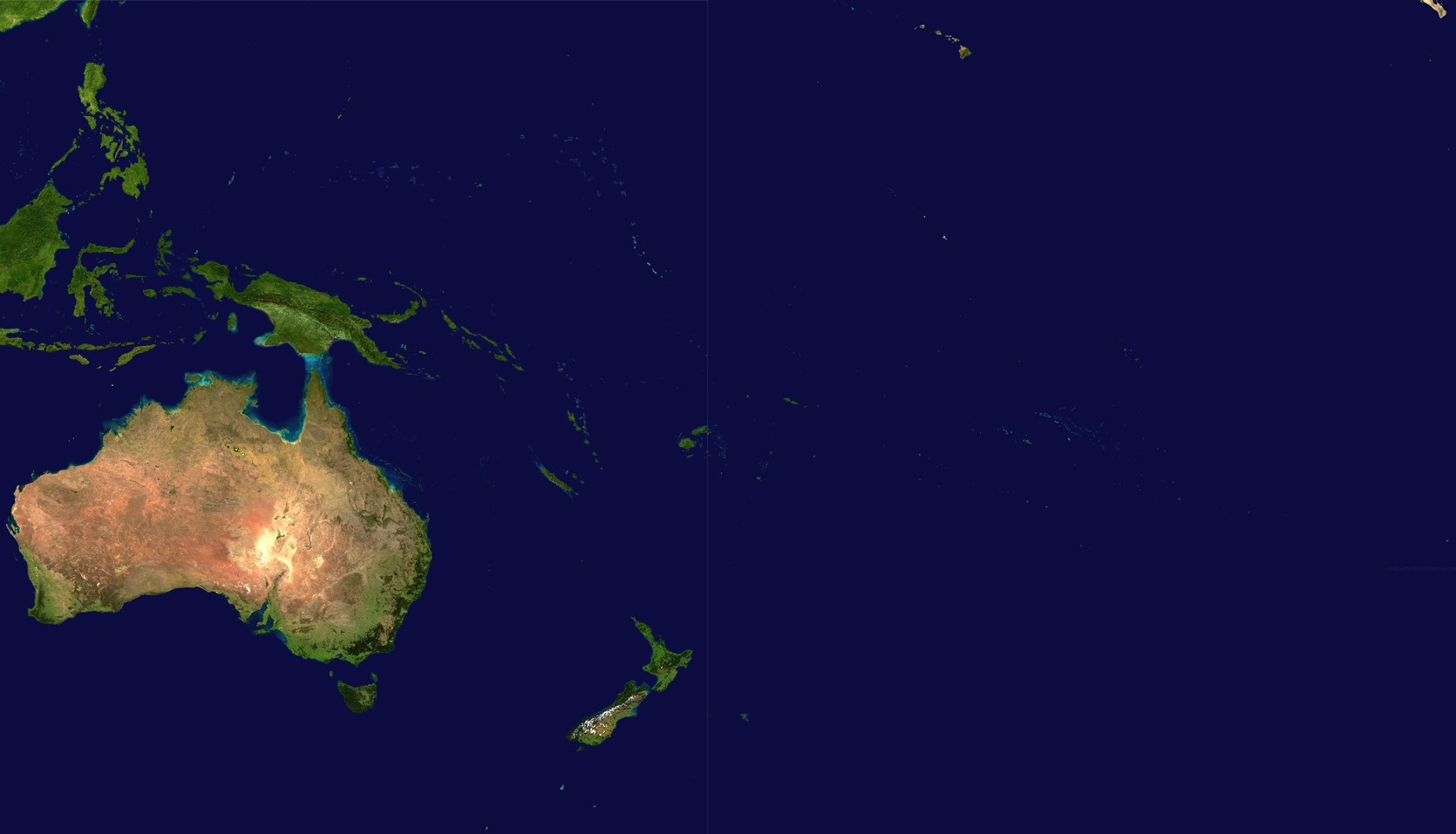
Image satellite de l'Océanie.

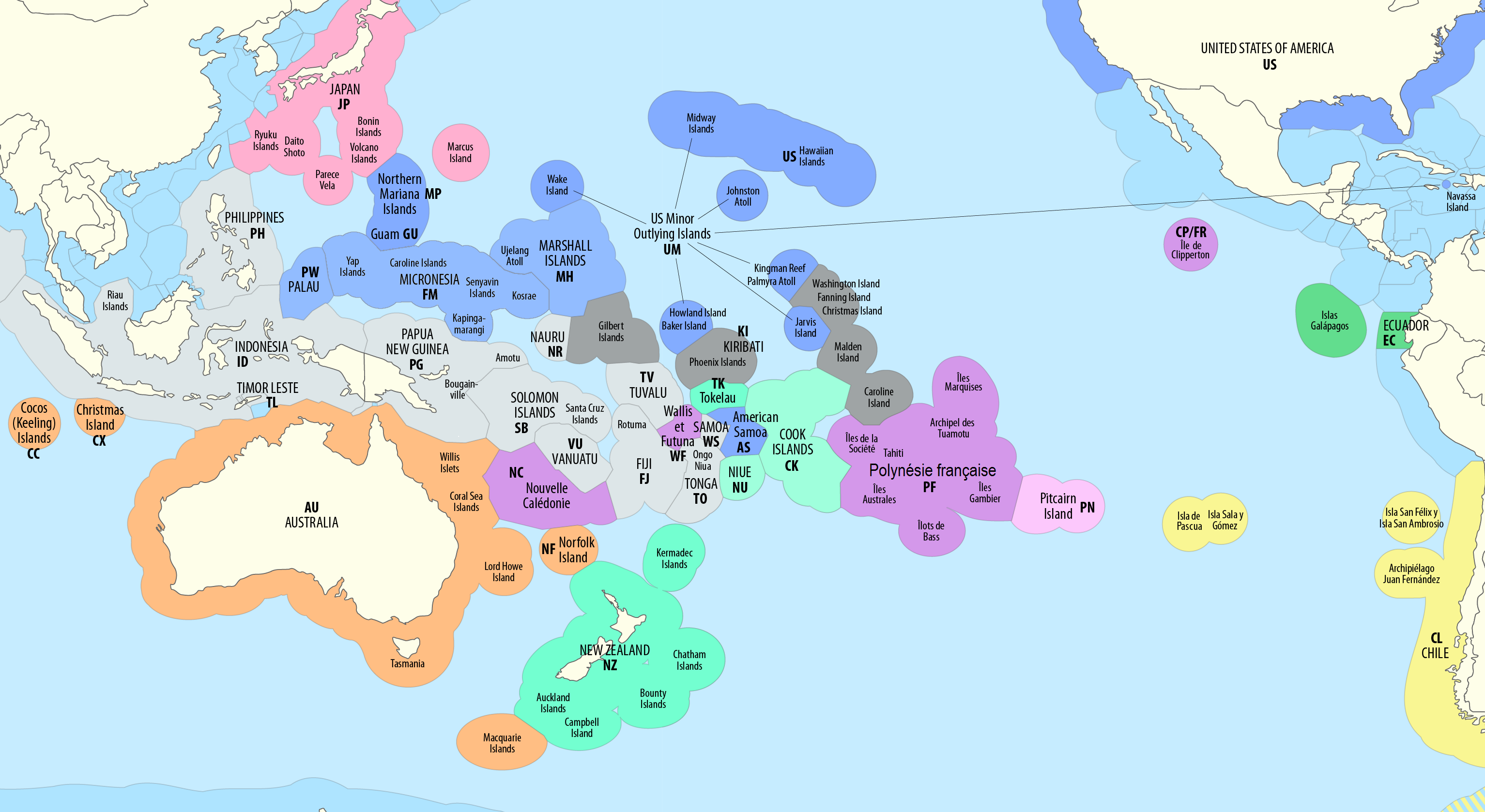
Eaux territoriales des différents pays composant l'Océanie. En orange, l'Australie ; en vert, la Nouvelle-Zélande et ses territoires associés ; en bleu, les États-Unis et ses territoires ; en violet, les territoires de la France.

La géographie de l'Océanie est caractérisée par son morcèlement en milliers d'îles et archipels baignés par l'océan Pacifique. Seules quelques îles se distinguent par leur grande superficie : ce sont la Nouvelle-Guinée, l'île du Nord, l'île du Sud, la Tasmanie et l'Australie, cette dernière étant parfois considérée comme étant une masse continentale. Les autres îles sont majoritairement des atolls, quelques-unes sont volcaniques et d'autres d'origine continentale, généralement les plus grandes.

## États et territoires
D'une superficie de 9 millions de kilomètres carrés et peuplé de 42 millions d'habitants,, l'Océanie est le continent le plus petit et le moins peuplé à l'exception de l'Antarctique. Seize pays indépendants et quinze territoires aux statuts variés se partagent ces îles dont certaines ont été peuplées seulement lors du second millénaire après Jésus-Christ. Une majeure partie ont été colonisés par des puissances occidentales au XIXe siècle et XXe siècle, avec des recompositions après la Première et la Seconde guerre mondiale, puis la décolonisation. Cela explique l'existence de nombreux statuts différents, entre États indépendants et territoires jouissant d'une autonomie plus ou moins grande.

### Pays et territoires
La liste suivante regroupe de la manière la plus exhaustive possible les différents pays et territoires composant l'Océanie. Lorsque le territoire n'est pas indépendant, le pays dont il dépend est indiqué entre parenthèses. Cette dépendance prend d'ailleurs des degrés très divers selon les territoires, allant d’un territoire ou province totalement intégré, au statut intermédiaire de territoire d’outre-mer ou de pays quasi indépendant, jusqu'à l’indépendance de droit avec une libre association avec un autre par un traité bilatéral de coopération renforcée.
| États indépendants | Pays ou territoires non indépendants, à statut spécial ou largement autonomes |
| --- | --- |
| - Australie - Îles Cook (librement associé à la Nouvelle-Zélande) - Fidji - Kiribati - Îles Marshall (unies aux États-Unis par un traité de libre-association) - États fédérés de Micronésie (unis aux États-Unis par un traité de libre-association) - Nauru - Niue (librement associé à la Nouvelle-Zélande) - Nouvelle-Zélande - Palaos (uni aux États-Unis par un traité de libre-association) - Papouasie-Nouvelle-Guinée - Îles Salomon - Samoa - Tonga - Tuvalu - Vanuatu | - Guam (territoire non incorporé, États-Unis d’Amérique) - Îles Mariannes du Nord (territoire non incorporé, États-Unis d’Amérique) - Île Norfolk (territoire autonome, rattaché à l’Australie) - Nouvelle-Calédonie (collectivité territoriale sui generis, rattachée à la France) - Île de Pâques (territoire, rattaché au Chili) - Îles Pitcairn (territoire d’outre-mer, rattaché au Royaume-Uni) - Polynésie française (collectivité d’outre-mer, rattachée à la France) - Samoa américaines (territoire non incorporé, États-Unis d’Amérique) - Tokelau (territoire autonome, rattaché à la Nouvelle-Zélande) - Wallis-et-Futuna (collectivité d’outre-mer, rattachée à la France) - Wake (territoire non incorporé, États-Unis d’Amérique) - Hawaï (État de l'Union, États-Unis d’Amérique) - Indonésie : Papouasie occidentale, Papouasie (provinces indonésiennes) - 8 des 9 îles mineures éloignées des États-Unis, (à l'exception de l'île de la Navasse dans les Caraïbes) : l'île Baker, l'île Howland, l'île Jarvis, l'île Wake, l'atoll Johnston, l'atoll Palmyra, les îles Midway et le récif Kingman. |

## Divisions

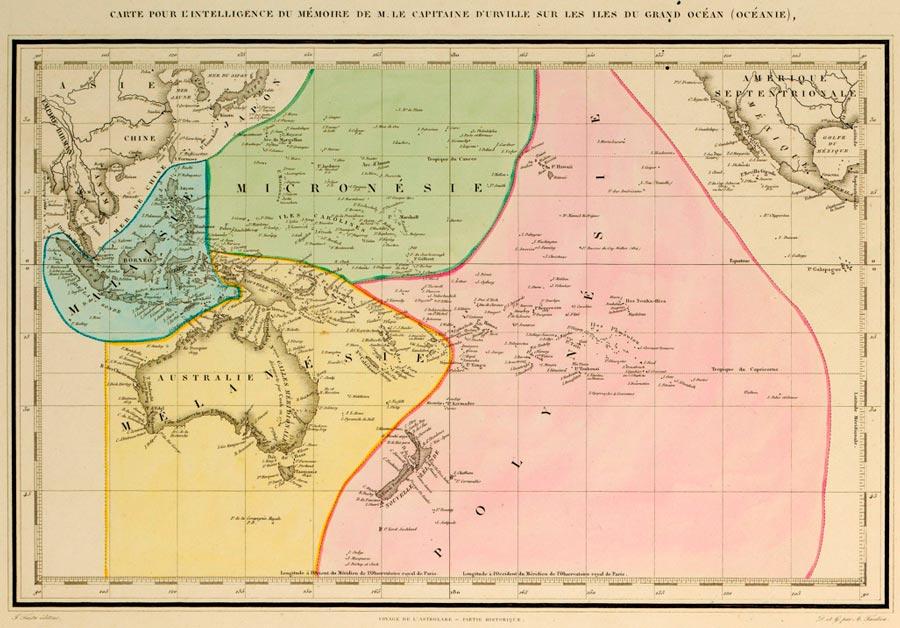
Divisions de l'Océanie proposées par Jules Dumont d'Urville en 1831 entre Mélanésie, Micronésie et Polynésie (avec, en plus, la Malaisie)

L'Océanie peut être divisée en quatre grandes régions : l'Australasie regroupant l'Australie et la Nouvelle-Zélande, la Mélanésie regroupant la Nouvelle-Guinée, les îles proches et les archipels s'étendant jusqu'aux Fidji en passant par la Nouvelle-Calédonie, la Micronésie regroupant les archipels entre les Palaos et les îles Gilbert et enfin la Polynésie regroupant les îles les plus périphériques, de l'archipel d'Hawaï jusqu'au Tonga en passant par les îles Pitcairn et l'île de Pâques. Cette distinction, créée par l'explorateur français Jules Dumont d'Urville en 1831, a été critiquée à cause de son aspect ethnocentrique et basée sur les stéréotypes raciaux du XIXe siècle : la Mélanésie désigne « les îles des Noirs » (perçus comme une race inférieure), la Micronésie les « petites îles » (sous-entendues de faible valeur pour une éventuelle colonisation), tandis que la Polynésie (« plusieurs îles ») et ses habitants sont perçus beaucoup plus positivement par les Occidentaux.

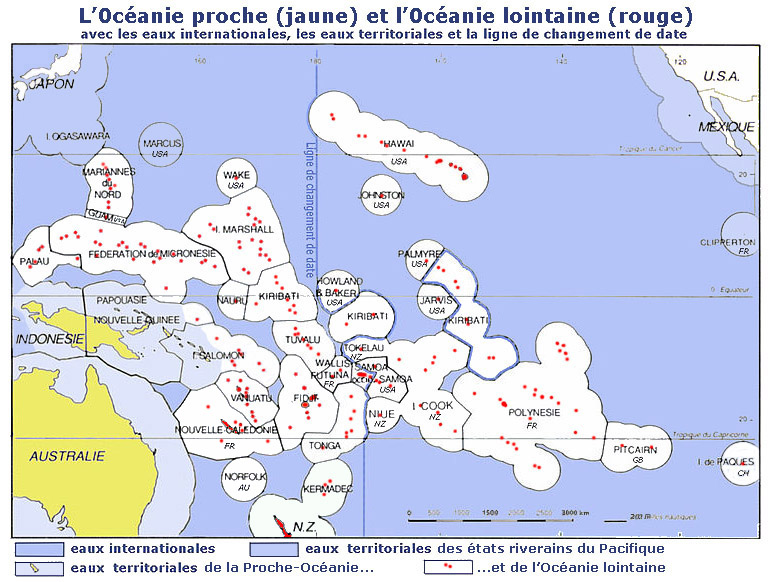
Division entre Océanie proche (en jaune) et Océanie lointaine (en rouge).

Dans les années 1970, le linguiste australien Andrew Pawley et l'archéologue néo-zélandais Roger Green proposent une autre division entre Océanie proche et Océanie lointaine. Cette division, qui se base sur l'anthropologie, la linguistique ou l'archéologie, distingue les territoires facilement accessibles en bateau (moins d'un jour de navigation pour les îles de l'Océanie proche) et ceux éloignés, nécessitant la maîtrise de la navigation hauturière à bord de pirogues à balancier et de techniques comme la navigation aux étoiles. Cela explique pourquoi l'Océanie lointaine a été peuplée beaucoup plus tard, par des Austronésiens ayant formé la civilisation Lapita à la fin du IIe millénaire avant notre ère.